# Koashvite
La koashvite è un minerale appartenente al gruppo della lovozerite.